# آنا گودایل
آنا گودایل (انگلیسی: Anna Goodale؛ زادهٔ ۱۸ مارس ۱۹۸۳) قایقران روئینگ اهل ایالات متحده آمریکا است.
وی در مسابقات کشوری و بین‌المللی در مجموع برندهٔ ۱ مدال طلا شده‌است.